# Cali (Waffe)
Die Cali ist eine Keule von den Fidschi-Inseln.

## Beschreibung
Die Cali besteht aus Hartholz. Der Schaft ist rund gearbeitet und am Schlagkopfende abgebogen. Der Schlagkopf ist am Ende geteilt. Das abzweigende Endstück ist kleiner als das andere Endstück  (siehe Bilder unter Weblinks). Das untere Schaftende ist in der Form eines Phallus ausgearbeitet. Die Cali wird von Ethnien auf den Fidschi-Inseln benutzt.